# Stazione meteorologica di Lamezia Terme Aeroporto
La stazione meteorologica di Lamezia Terme Aeroporto è la stazione meteorologica di riferimento per il Servizio meteorologico dell'Aeronautica Militare e per l'Organizzazione meteorologica mondiale relativa alla città di Lamezia Terme.

## Caratteristiche
La stazione meteorologica, gestita dall'ENAV, si trova nell'Italia meridionale, in Calabria, in provincia di Catanzaro, nel comune di Lamezia Terme, in località Sant'Eufemia Lamezia, all'interno dell'area aeroportuale di Lamezia Terme, a 13 m s.l.m. e alle coordinate geografiche 38°54′29.89″N 16°15′12.89″E.

## Medie climatiche ufficiali

### Dati climatologici 1961-1990
In base alla media trentennale di riferimento dal 1961 al 1990, la temperatura media del mese più freddo dell'anno, gennaio, si attesta a +9,9 °C, mentre quella del mese più caldo, agosto, è di +23,8 °C, inoltre si contano mediamente 5 giorni di gelo all'anno.
Le precipitazioni medie annue sono di 768,8 mm e si distribuiscono mediamente in 82 giorni, con un prolungato minimo estivo e un picco tra l'autunno l'inverno.
L'umidità relativa media annua si attesta al valore di 72,9 % con minimo di 72 % a luglio, agosto, settembre e ottobre e massimo di 74 % a gennaio, novembre e dicembre.
L'eliofania assoluta media annua fa registrare il valore giornaliero di 6,4 ore, con minimo di 3,4 ore giornaliere nel mese di gennaio, e massimo di 10,2 ore giornaliere in quello di luglio.
Il vento presenta una velocità media annua di 4,5 m/s con intensità media minima di 4,1 m/s a settembre e ad ottobre e intensità media massima di 5 m/s ad aprile; la direzione prevalente è di levante ad ottobre e a novembre, di ponente nel resto dell'anno.
| Lamezia Terme Aeroporto (1961-1990) | Mesi  | Mesi  | Mesi  | Mesi  | Mesi  | Mesi  | Mesi  | Mesi  | Mesi  | Mesi  | Mesi  | Mesi  | Stagioni | Stagioni | Stagioni | Stagioni | Anno  |
| Lamezia Terme Aeroporto (1961-1990) | Gen   | Feb   | Mar   | Apr   | Mag   | Giu   | Lug   | Ago   | Set   | Ott   | Nov   | Dic   | Inv      | Pri      | Est      | Aut      | Anno  |
| ----------------------------------- | ----- | ----- | ----- | ----- | ----- | ----- | ----- | ----- | ----- | ----- | ----- | ----- | -------- | -------- | -------- | -------- | ----- |
| T. max. media (°C)                  | 13,8  | 14,1  | 15,7  | 17,8  | 21,8  | 25,8  | 28,9  | 29,3  | 26,7  | 22,8  | 18,4  | 15,2  | 14,4     | 18,4     | 28,0     | 22,6     | 20,9  |
| T. min. media (°C)                  | 5,9   | 5,9   | 7,1   | 8,8   | 12,2  | 15,6  | 18,3  | 18,2  | 15,8  | 12,9  | 9,4   | 6,7   | 6,2      | 9,4      | 17,4     | 12,7     | 11,4  |
| Giorni di gelo (Tmin ≤ 0 °C)        | 2     | 2     | 1     | 0     | 0     | 0     | 0     | 0     | 0     | 0     | 0     | 0     | 4        | 1        | 0        | 0        | 5     |
| Precipitazioni (mm)                 | 89,7  | 109,1 | 78,6  | 67,9  | 37,3  | 21,0  | 11,7  | 18,2  | 37,3  | 99,5  | 101,1 | 97,4  | 296,2    | 183,8    | 50,9     | 237,9    | 768,8 |
| Giorni di pioggia                   | 10    | 10    | 9     | 9     | 5     | 3     | 1     | 2     | 5     | 8     | 10    | 10    | 30       | 23       | 6        | 23       | 82    |
| Umidità relativa media (%)          | 74    | 73    | 73    | 73    | 73    | 73    | 72    | 72    | 72    | 72    | 74    | 74    | 73,7     | 73       | 72,3     | 72,7     | 72,9  |
| Eliofania assoluta (ore al giorno)  | 3,4   | 3,9   | 4,9   | 6,3   | 7,5   | 9,1   | 10,2  | 9,6   | 8,1   | 6,0   | 4,5   | 3,6   | 3,6      | 6,2      | 9,6      | 6,2      | 6,4   |
| Vento (direzione-m/s)               | W 4,9 | W 4,7 | W 4,8 | W 5,0 | W 4,5 | W 4,4 | W 4,3 | W 4,2 | W 4,1 | E 4,1 | E 4,2 | W 4,8 | 4,8      | 4,8      | 4,3      | 4,1      | 4,5   |

## Valori estremi

### Temperature estreme mensili dal 1960 ad oggi
Nella tabella sottostante sono riportati i valori delle temperature estreme mensili dal 1960 ad oggi, con il relativo anno in cui sono state registrate. Nel periodo esaminato, la temperatura minima assoluta ha toccato i -6,6 °C nel febbraio 2008 mentre la massima assoluta ha raggiunto i +42,7 °C nel luglio 2023.
| Lamezia Terme Aeroporto (1960-2025) | Mesi        | Mesi        | Mesi        | Mesi        | Mesi        | Mesi        | Mesi        | Mesi        | Mesi        | Mesi        | Mesi        | Mesi        | Stagioni | Stagioni | Stagioni | Stagioni | Anno |
| Lamezia Terme Aeroporto (1960-2025) | Gen         | Feb         | Mar         | Apr         | Mag         | Giu         | Lug         | Ago         | Set         | Ott         | Nov         | Dic         | Inv      | Pri      | Est      | Aut      | Anno |
| ----------------------------------- | ----------- | ----------- | ----------- | ----------- | ----------- | ----------- | ----------- | ----------- | ----------- | ----------- | ----------- | ----------- | -------- | -------- | -------- | -------- | ---- |
| T. max. assoluta (°C)               | 25,1 (2025) | 25,2 (2014) | 30,5 (2001) | 31,2 (1961) | 37,0 (2015) | 40,2 (1982) | 42,7 (2023) | 41,6 (2021) | 37,6 (1988) | 36,3 (1991) | 28,5 (1963) | 28,1 (1989) | 28,1     | 37,0     | 42,7     | 37,6     | 42,7 |
| T. min. assoluta (°C)               | −5,1 (2017) | −6,6 (2008) | −4,0 (1987) | −1,0 (1997) | 3,7 (1991)  | 6,4 (1984)  | 9,8 (1981)  | 10,2 (1976) | 7,6 (1978)  | 2,6 (1978)  | −2,8 (2005) | −4,2 (2007) | −6,6     | −4,0     | 6,4      | −2,8     | −6,6 |